# Statut d'occupation de l'Allemagne
Le statut d'occupation de l'Allemagne est un accord signé le 8 avril 1949 par les « Trois Puissances » occidentales, États-Unis, France et Royaume-Uni, par lequel elles définissent de nouvelles modalités d'occupation de l'Allemagne, venant ainsi modifier celles définies en 1945 à la fin de la Seconde Guerre mondiale.
Ce statut allège très sensiblement le régime d'occupation et octroie à la RFA en voie d'être constituée une large autonomie administrative et législative. Les Gouverneurs militaires sont remplacés par des Hauts Commissaires civils chargés de superviser le respect des engagements pris par les autorités allemandes. Ils forment ensemble la Haute Commission alliée, organe suprême de contrôle allié en RFA. Les dispositions régissant les relations entre les trois alliés occidentaux et la RFA sont complétées par l'accord de Petersberg du 22 novembre 1949. Ce régime d'occupation demeure en force jusqu'à l'entrée en vigueur des accords de Paris le 5 mai 1955.

## Contexte historique
L'occupation de l'Allemagne connaît trois phases successives. Durant la première phase, entre 1945 et 1948, les Quatre Puissances alliées exercent l'autorité suprême en Allemagne et il n'existe plus d'État allemand central.
Durant la deuxième phase, entre 1949 et 1954, la rupture entre les trois puissances occidentales et l'Union soviétique aboutit à la renaissance de l'Allemagne au prix de sa division en deux États, la République démocratique allemande (RDA) sur le territoire de la zone d'occupation soviétique et la République fédérale d'Allemagne (RFA) sur le territoire des zones américaine, britannique et française. La Loi fondamentale de la République fédérale d'Allemagne est promulguée le 23 mai 1949. Les premières élections fédérales allemandes se tiennent le dimanche 14 août 1949, afin d'élire les députés de la 1re  législature du Bundestag. Konrad Adenauer est élu Chancelier le 15 septembre 1949.
Parallèlement à l'instauration de la RFA, les Trois Puissances occidentales adoptent le 8 avril 1949 un statut unique d'occupation qui octroie à la RFA une large autonomie administrative et législative,. Puis, à la suite d'une réunion des ministres des Affaires étrangères à Paris les 9 et 10 novembre 1949, les Hauts-Commissaires américain, britannique et français sont autorisés à ouvrir des discussions avec le nouveau chancelier allemand. Ces discussions se tiennent les 15, 17 et 22 novembre 1949 et aboutissent à l'accord de Petersberg. 
Ultérieurement, durant la troisième phase à partir de 1954, l'existence des deux États allemands est consolidée par leur intégration complète au sein des blocs de l'Ouest et de l'Est et leur souveraineté est restaurée, sauf sur les questions relatives à l'Allemagne dans son ensemble et à Berlin pour lesquelles les Quatre Puissances conservent leurs droits réservés.

## Signature et entrée en vigueur
Du 5 au 8 avril 1949 une conférence réunit à Washington les ministres des Affaires étrangères des trois puissances occidentales, Dean Acheson, Ernest Bevin et Robert Schuman. Le communiqué publié à l'issue des entretiens indique qu'un nouveau statut d'occupation a été approuvé, qui confère à la RFA de larges pouvoirs et laisse aux alliés des domaines réservés et un rôle de contrôle des autorités allemandes. En cohérence avec ces nouvelles modalités d'occupation, le communiqué annonce la fin du gouvernement militaire et la création de la Haute commission alliée.
Le texte du nouveau statut d'occupation est transmis le 10 avril 1949 au Conseil parlementaire réuni à Bonn pour rédiger la Loi fondamentale de la RFA. Les signataires en sont les trois gouverneurs militaires et commandants en chef alliés, Pierre Koenig pour la zone d'occupation française, Lucius D. Clay pour les États-Unis et Brian Hubert Robertson (en) pour le Royaume-Uni.
Les Alliés conditionnent l'entrée en vigueur du nouveau statut d'occupation à la promulgation de la Loi fondamentale et à l'établissement effectif du gouvernement fédéral de la RFA. Considérant que ces conditions sont réunies, les trois gouverneurs militaires déclarent que le statut d'occupation entre en vigueur le 21 septembre 1949. Par là, le statut de la Haute commission alliée, publié le 20 juin 1949, devient applicable. Les premiers Hauts commissaires sont John McCloy pour les États-Unis, André François-Poncet pour la France et Brian Hubert Robertson (en), l'ancien gouverneur militaire, pour le Royaume-Uni.

## Contenu du nouveau statut d'occupation
Le texte promulgué par les gouverneurs militaires comporte 9 articles.
L'article 1 stipule que « pendant la période durant laquelle il est nécessaire que l'occupation continue », les puissances occidentales souhaitent que « le peuple allemand jouisse d'un gouvernement autonome dans toute la mesure du possible, compatible avec une telle occupation ». Plus précisément, « l'État fédéral et les Länder doivent disposer, sous réserve des limitations prévues par le présent instrument, des pleins pouvoirs législatifs, exécutifs et judiciaires ».
L'article 2 liste les domaines dans lesquels les trois puissances occupantes conservent leurs « droits réservés » :
- Le désarmement et la démilitarisation, y compris les domaines connexes de la recherche scientifique, les interdictions et les restrictions imposées à l'industrie et à l'aviation civile ;
- Les contrôles concernant la Ruhr, la restitution, les réparations, la décartellisation, la déconcentration, la non-discrimination en matière commerciale, les intérêts étrangers en Allemagne et les recours contre l'Allemagne ;
- Les affaires étrangères, y compris les accords internationaux conclus par ou pour le compte de l'Allemagne ;
- Les personnes déplacées et l'admission de réfugiés ;
- La protection, le prestige et la sécurité des forces alliées ;
- Le respect de la Loi fondamentale de la RFA et de la constitution des Länder ;
- Le contrôle du commerce extérieur et des échanges ;
- Le contrôle des actions internes, dans la stricte mesure minimale nécessaire pour garantir l'utilisation des fonds, des denrées alimentaires et d'autres fournitures, de manière à réduire au minimum les besoins d'assistance extérieure de l'Allemagne ;
- Le contrôle des soins et du traitement dans les prisons allemandes des personnes inculpées ou condamnées par les cours et tribunaux des puissances occupantes ou des autorités d'occupation ; sur l'exécution des peines qui leur ont été infligées ; et sur des questions d'amnistie, de pardon ou de libération les concernant.

Les articles 3 à 6 et l'article 8 précisent dans quel esprit selon quelles modalités les puissances occupantes exerceront leurs droits réservés.
L'article 7 stipule que « les législations des autorités d'occupation adoptées avant la date d'entrée en vigueur de la Loi fondamentale de la RFA restent en vigueur ».
L'article 9 est une clause de révision de ce nouveau statut : « Après 12 mois et, en tout état de cause, dans les 18 mois suivant la date d'entrée en vigueur du présent instrument, les puissances occupantes procéderont à un réexamen de ses dispositions à la lumière de l'expérience acquise dans son application et en vue d'étendre la compétence des autorités allemandes dans les domaines législatif, exécutif et judiciaire ».

## Révision du statut d'occupation
Comme prévu à l'article 9, le statut est révisé le 6 mars 1951. La RFA bénéficie de droits nouveaux en matière de contrôle législatif, d'économie, de commerce extérieur et d'affaires étrangères :
- Les pouvoirs des Alliés dans le domaine des affaires étrangères et des accords internationaux conclus par l'Allemagne sont restreints afin de permettre à la République fédérale d'entretenir des relations diplomatiques complètes avec les autres pays. La RFA peut nommer un ministre des Affaires étrangères, poste que le chancelier Adenauer occupe lui-même entre le 15 mars 1951 et juin 1955. Toutefois, les questions relatives à Berlin demeurent entièrement du ressort des puissances occupantes.
- Le contrôle du commerce extérieur et des échanges de devises ne demeure en vigueur que jusqu'à l'adhésion de la RFA au GATT et au FMI.
- La législation fédérale et celle des Länder n'est plus soumise au contrôle des Alliés.

Le 1er octobre 1951, la République fédérale devient membre de l'Accord général sur les tarifs douaniers et le commerce (GATT). Elle devient membre du FMI et de la Banque mondiale le 14 août 1952,. Le 27 février 1953, l’accord de règlement de la dette d’avant guerre de 13,7 milliards de marks est signé.

## Levée du statut d'occupation
La guerre froide s'intensifie et l'éclatement de la guerre de Corée en juin 1950 met les questions de sécurité en Europe au premier rang des préoccupations des Occidentaux. Les puissances alliées occidentales considèrent que la sécurité de l'Europe de l'Ouest ne peut être assurée sans le réarmement de l'Allemagne de l'Ouest dont la situation géographique en première ligne face au bloc de l'Est et le « miracle économique » justifient qu'elle participe pleinement à sa défense et à celle du bloc de l'Ouest. Une première formule est trouvée en 1950 qui consiste à former, avec les six États - dont la RFA - déjà partenaires dans la CECA, une Communauté européenne de défense (CED), dont les forces seraient intégrées avec celles des États-Unis dans l'OTAN,.  
En échange de son soutien au réarmement de la RFA voulu par les « Trois Puissances », le chancelier allemand, Konrad Adenauer obtient que la RFA accède à la pleine souveraineté. Les négociations aboutissent à la signature des accords de Bonn, le 26 mai 1952, dont le texte principal est la Convention sur les relations entre les Trois Puissances et la République fédérale d’Allemagne qui stipule que « la République fédérale a pleine autorité sur ses affaires intérieures et extérieures, sous réserve des exceptions figurant dans la présente Convention ». Les accords de Bonn mettent fin au statut d'occupation à l'exception des questions internationales touchant l'Allemagne dans son ensemble et Berlin pour lesquelles les trois puissances conservent leurs droits réservés. Les Accords de Bonn sont ratifiés par la RFA, le Royaume-Uni et les États-Unis, mais ils ne peuvent entrer en vigueur du fait que l’Assemblée nationale française refuse de ratifier le traité CED auquel ils sont liés.
L'échec de la ratification de la CED par la France en 1954 implique de trouver une autre solution pour le réarmement allemand. Les conférences de Londres et de Paris conduisent à la signature des accords de Paris le 23 octobre 1954, qui prévoient notamment que l'Allemagne de l'Ouest accède au traité de l'Atlantique nord et que ses futures forces militaires soient intégrées dans celles de l'OTAN. Les accords de Bonn de 1952 voient finalement le jour sous une forme amendée par le « Protocole sur la cessation du régime d'occupation dans la RFA » signé dans le cadre des accords de Paris et entré en vigueur le 5 mai 1955. Le chancelier Adenauer signe à Paris l'accession officielle de la RFA au Traité de l'Atlantique nord le 6 mai 1955. La RFA entreprend la mise sur pied de son armée, la Bundeswehr, dans le courant de 1956.
La levée du statut d'occupation le 5 mai 1955 entraîne la dissolution de la Haute commission alliée et l'ouverture officielle d'une ambassade de France à Bonn. L'ancien Haut commissaire français, André François-Poncet, devient le premier ambassadeur de France en RFA le 1er août 1955,.